# Перещепное (Богучарский район)
Перещепное — хутор в Богучарском районе Воронежской области.
Входит в состав Филоновского сельского поселения.
Здесь родился великий летчик Сергей Яковлевич Жуковский. 

## География

### Улицы
- ул. Луговая,
- ул. Мира,
- ул. Садовая,
- пер. Зелёный,
- пер. Школьный.

## Население
| 1859 | 1897 | 2005 | 2010 |
| ---- | ---- | ---- | ---- |
| 359  | ↗659 | ↘182 | →182 |